# Nicholas Kirkwood
Pour les articles homonymes, voir Kirkwood.
Nicholas Kirkwood est un créateur britannique de chaussures. Il est devenu connu avec son modèle de bottes avec perles intégrées dans la semelle.

## Biographie
Né en 1980, il est diplômé en beaux-arts de Central Saint Martins puis suit une formation de cordonnier au Cordwainers College (en). Lors de sa première année à Central Saint Martins, il rencontre le modiste Philip Treacy (en) puis travaille par la suite dans sa boutique de chapeaux durant cinq ans. « Les clientes venaient visiter le show-room la taille ceinte de tailleurs Alexander McQueen, qu'elles portaient avec des grands chapeaux et des sacs surprenants. Seules leurs chaussures restaient discrètes. » Encouragé par Isabella Blow, avec qui il cohabite un temps, et qui le soutient, il cofonde la marque portant son nom en 2005, avec son associé Christopher Suarez. Sa première collection est instantanément remarquée par les influents André Leon Talley et Franca Sozzani.
En septembre 2013, LVMH prend une participation majoritaire dans l'entreprise alors que la rumeur courait depuis quelques mois,. Delphine Arnault et Pierre-Yves Roussel s'investissent personnellement pour convaincre le créateur de chaussures. À l'issue de l'opération financière, une ligne de sacs à main est envisagée.
Habitué à de multiples collaborations avec d'autres marques, il débute en 2009 avec les sœurs Mulleavy en dessinant pour leur marque des chaussures excentriques. « Ces projets me permettent d'approcher des styles éloignés du mien » précise-t-il. Il est également défini comme un « créateur compulsif » dessinant une centaine de modèles extravagants par an et rejetant l'idée même de faire des chaussures classiques.
Fin 2020, il annonce vouloir se séparer de LVMH en rachetant la participation du groupe de luxe dans sa société. Les revenus de la société sont en baisse et les grands groupes de luxe préfèrent alors se concentrer sur leurs marques fortes,,. Début 2023, il annonce la fermeture de sa marque puis présente son nouveau projet, une usine à chaussures écologique et entièrement basée sur un modèle circulaire.

## Récompenses
- 2007 : Alta Roma/Vogue Italia accessories design award[5]
- 2005, 2008 et 2011 : Condé Nast/Footwear News
- 2010 et 2012 : Designer accessoires de l'année aux British Fashion Awards[2]
- 2013 : BFC/Vogue Designer Fashion Fund 2013[12],[13]
- 2012 et 2013 : Designer accessoires de l'année aux Elle Style Awards (en)
- 2013 : Créateur d'accessoires de l'année aux British Fashion Awards[14].

### Presse
- Marta Represa, « Kirkwood, l'excentrique à vos pieds », L'Express Styles, no supplément à L'Express no 3223,‎ 10 avril 2013, p. 52 à 53.